# Alfred Urbański
Alfred Urbański (ur. 13 stycznia 1899, zm. 10 września 1983) – polski prawnik, ekonomista oraz działacz Polskiej Partii Socjalistycznej, prominentny aktywista polityczny na uchodźstwie.
Ukończył studia na Wydziale Prawa i Nauk Społecznych na Uniwersytecie Stefana Batorego w Wilnie. W trakcie studiów był między innymi współzałożycielem Akademickiego Klubu Włóczęgów Wileńskich. Po uzyskaniu aplikantury pracował na terenie Wileńszczyzny i Nowogródczyzny, między innymi jako adwokat w Mołodecznie. W czasie wojny, jak wielu Polaków z Kresów, znalazł się w głębi Związku Radzieckiego. Tam, po ogłoszeniu amnestii, dotarł do Kujbyszewa do tworzącej się armii polskiej. Dbał tam między innymi o odpowiednie reprezentowanie mieszkańców Wileńszczyzny. 
Po wojnie przebywał na emigracji w Londynie. W latach 1969–1972 był członkiem Rady Trzech (organu uznającego się za zbiorową głowę państwa i będącego w opozycji do prezydenta Augusta Zaleskiego). W latach 1972–1976 pełnił funkcję premiera rządu RP na uchodźstwie. Gabinet pod kierownictwem premiera Alfreda Urbańskiego został sformowany 18 lipca 1972. Premier złożył dymisję 15 grudnia 1973.

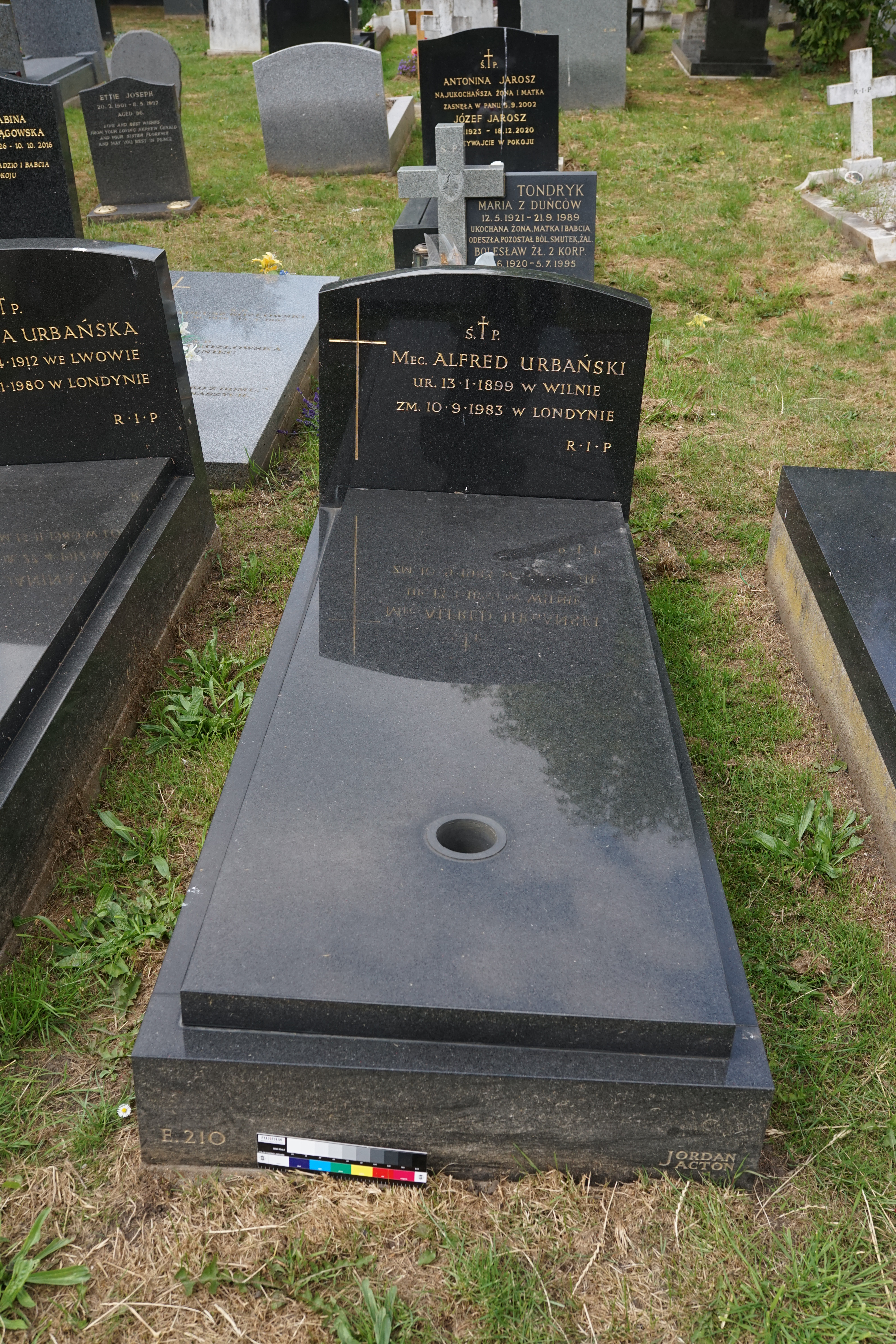
Grób Alfreda Urbańskiego

Zmarł 10 września 1983 w Londynie. Pochowany na cmentarzu Gunnersbury, obok swojej żony Janiny (1912–1980).